# 峡口镇 (临洮县)
峡口镇，是中华人民共和国甘肃省定西市临洮县下辖的一个乡镇级行政单位。

## 行政区划
峡口镇下辖以下地区：
峡口村、新集村、党家墩村、马家岔村、凡家岭村、陆家湾村、大咀村、学校湾村、大山村、普济寺村、上王家村、张郭家村和庙湾村。